# بيل روبرتسون (لاعب كرة قدم)
بيل روبرتسون (بالإنجليزية: Bill Robertson)‏ (13 نوفمبر 1928 بغلاسكو في المملكة المتحدة - 1 يونيو 1973) هو لاعب كرة قدم بريطاني في مركز حراسة المرمى. لعب مع نادي ليتون أورينت.

## وصلات خارجية
- بيل روبرتسون على موقع قاعدة بيانات كرة القدم.إي يو (الإنجليزية)